# 木剌忽
木剌忽（Mulaq），元朝大臣，蒙古阿儿剌氏，广平王玉昔帖木儿长子。
木剌忽袭父职为右翼万户长。至大四年（1311年），元仁宗即位。十月，特授木剌忽荣禄大夫、知枢密院事。皇庆元年（1312年），封知枢密院事木剌忽为广平王，其后博尔术家族世封广平王。其弟脱忒哈迎合答己太后和丞相铁木迭儿，被任命为御史大夫、广平王。延祐七年（1320年），元英宗即位，脱忒哈以谋逆罪被杀后，收脱忒哈广平王印，木剌忽重新嗣广平王位。致和元年（1328年），泰定帝驾崩，木剌忽在上都（今内蒙古正蓝旗东闪电河北岸）参与拥立太子阿剌吉八即位，被在大都（今北京）即位之元文宗图帖睦尔所厌恶。两都之战，大都胜利后，天历二年（1329），木剌忽被文宗夺广平王印，命哈班代为广平王。至元三年（1337年），其子阿鲁图襲封广平王。

## 阿儿剌部广平王博尔术家
- 納忽伯顔（Naqu Bayan）
  - 右翼万户長孛斡儿出（Bo'orču，بورچى نويان/būrchī nūyān）
    - 右翼万户長孛欒台（Boroldai，بورالتای/būrāltāī）
      - 西方大将 班里赤（Balčiq，بالجیق/bāljīq）
      - J̌irqamiš（J̌irqamiš，جیرقامیش/jīrqāmīsh）
      - 御史大夫 玉昔帖木儿（Üz temür，اور تیمور/ūz tīmūr）
        - 广平王木剌忽（Mulaq）
          - 广平王阿鲁图（Arqtu）

        - 万户長脱憐（To'oril）
        - 御史大夫脱忒哈（ ）
        - 知枢密院事紐的該（Ni'udegei）

    - 阿朮魯（Aǰul Noyan，اجل نویان/ājul nūyān）
    - El temür（El temür，یل تمور/īltimūr）

  - 斡闊烈闍里必（Ögele Čerbi ，اوکلا جربی/ūkla jarbī）

## 传记资料
- 《新元史》卷114 列伝第11
- 《蒙兀儿史記》卷28 列传第10